# فرهنگ روزن
فرهنگ روزن (آلمانی: Rössener Kultur) یک فرهنگ باستان‌شناختی در اروپای مرکزی در اواخر دوران نوسنگی (۴۶۰۰ تا ۴۳۰۰ پ. م) بود. این فرهنگ نام خود را از آرامگاه روزن (بخشی از لوینا) در زاکسن-آنهالت آلمان گرفته‌است. فرهنگ روزن نمایندهٔ گذار از جوامع اولیه نوسنگی در اروپای مرکزی فرهنگ لینربندکرامیک به جوامع پیچیده‌تر فرهنگ میخلزبرگ و فرهنگ فانل بیکر است.